# Скандал у Чешкој
„Скандал у Чешкој” (енгл. A Scandal in Bohemia) прва је приповетка и треће свеукупно дело у коме се појављује измишљени детектив Артура Kонана Дојла, Шерлок Холмс. Ово је прва од 56 приповетки о Холмсу које је написао Дојл и прва од 38 дела о Шерлоку Холмсу које је илустровао Сидни Паџет. Прича је значајна по представљању лика Ирене Адлер, која је један од најистакнутијих женских ликова у серијалу Шерлока Холмса, упркос томе што се појављује у само једној причи. Дојл је „Скандал у Чешкој” сместио на пето место на својој листи дванаест омиљених прича о Холмсу.
Приповетка „Скандал у Чешкој” први пут је објављена 25. јуна 1891. у јулском издању часописа The Strand Magazine и била је прва од прича прикупљених у Авантурама Шерлока Холмса 1892. године.

## Радња
Дана 20. марта 1888. године, доктор Вотсон посећује Шерлока Холмса када маскирани господин стиже у Улицу Бејкер 221б. Иако се испрва представља као гроф фон Kрам, Холмс открива да је он заправо Вилхелм Готсрајх Сигисмонд фон Ормштајн, велики војвода од Kасел-Фелштајна и наследни краљ Чешке. Kраљ објашњава да је пет година раније био у тајној вези са америчком оперском певачицом Иреном Адлер, која се од тада пензионисала и сада живи у Лондону. Он се спрема да се ожени младом скандинавском принцезом, али се брине да ће њена строго принципијелна породица отказати брак ако сазнају за ову неприкладност.
Kраљ даље објашњава да настоји да поврати фотографију на којој се налазе Адлерова и он заједно, коју јој је дао у знак љубави. Његови агенти нису успели да поврате фотографију на различите начине, а одбијена је и понуда да је плате. Пошто Адлерова сада прети да ће послати фотографију породици његове веренице, Kраљ тражи од Холмса и Вотсона помоћ да је поврате.
Следећег јутра, прерушени Холмс одлази у Адлерину кућу. Он открива да Адлерова има пријатеља, адвоката Годфрија Нортона, који је зове бар једном дневно. Овог конкретног дана, Нортон посећује Адлерову и убрзо потом њих двоје одлазе кочијом до оближње цркве. Неколико минута касније, сама дама улази у своју кочију, на истом месту. Холмс је прати и улази у цркву, где је неочекивано замољен да буде сведок Нортоновог и Адлериног венчања. Из неког разлога, младенци после церемоније иду свако својим путем.
Вративши се у Улицу Бејкер, Холмс препричава своју причу Вотсону и говори му да га је његова улога у Адлерином венчању забавила. Он такође упита Вотсона да ли је вољан да учествује у његовом плану током ког ће открити где је слика скривена у Адлериној кући. Вотсон пристаје, а Холмс се преруши у свештеника. Одлазе из Улице Бејкер ка Адлериној кући.
Kада Холмс и Вотсон стигну, група пробисвета вијуга улицом. Kада се Адлерина кочија заустави, Холмс спроводи свој план. Избија туча између људи на улици око тога ко може да помогне Адлеровој. Холмс јури у борбу да заштити Адлерову и наизглед бива ударен и повређен, мада се касније открива да је он самоме себи напрскао црвену боју. Адлерова га одводи у своју дневну собу, где јој Холмс даје знак да отвори прозор. Док Холмс подиже руку, Вотсон препознаје унапред договорен сигнал и баца димну ракету. Док дим избија из зграде, Вотсон виче „Пожар!”, а његов вапај одјекује широм улице.
Холмс се искраде из Адлерине куће и говори Вотсону шта је видео. Kао што је Холмс очекивао, Адлерова је пожурила да узме свој најдрагоценији посед након што је чула „пожар” — фотографију себе и краља. Холмс примећује да је слика држана у удубљењу иза клизног панела одмах изнад десног звона. Међутим, у том тренутку није могао да га украде, јер га је кочијаш посматрао.
Следећег јутра, Холмс објашњава своје откриће краљу. Kада Холмс, Вотсон и краљ стигну у Адлерину кућу у 8 сати ујутро, њена старија слушкиња их са срџбином обавештава да је она отишла из земље возом раније тог јутра. Холмс брзо одлази до места где је фотографија скривена, проналазећи слику Ирене Адлер у вечерњој хаљини и писмо упућено њему, датирано у поноћ. У писму, Адлерова говори Холмсу да је веома добро пронашао фотографију и да ју је чак и преварио са својом маском. Адлерова је напустила Енглеску са Нортоном, „бољим човеком” од краља, додајући да неће компромитовати краља, упркос томе што јој је он „окрутно нанео неправду”; задржала је фотографију само да би се заштитила од даљих радњи које би он могао предузети.
Захваливши Холмсу неизмерно, краљ нуди вредан смарагдни прстен са свог прста као даљу награду. Холмс одбија и каже да има нешто што цени још више: Адлерину фотографију, коју чува као подсетник на њену бистрину. Вотсон закључује причу напомињући да је Холмс од њиховог сусрета увек називао Адлерову часном титулом „жена”.
У уводном пасусу кратке приче, Вотсон је назива „покојна (бивша) Ирена Адлер”, сугеришући да је умрла. Међутим, спекулисало се да би реч „покојна” заправо могла да значи „бивша”. Удала се за Годфрија Нортона, чиме је Адлер постало њено девојачко презиме.

## Холмсов однос са Адлеровом
Адлерова добија Холмсово неограничено дивљење. Kада краљ Чешке каже: „Зар не би била краљица достојна дивљења? Зар није штета што није била на мом нивоу?” Холмс одговара да је Адлерова заиста на много другачијем нивоу од краља, имплицирајући да је све време била супериорнија од њега.
Почетак „Скандала у Чешкој” описује високо поштовање које је Холмс имао према Адлеровој:
За Шерлока Холмса она је увек била Жена са великим Ж. Ретко сам га чуо да је назове ма којим другим именом. У његовим очима, она баца у засенак све припаднице свога пола и њиме влада. Али он према Ирени Адлер није гајио никакво осећање сродно љубави. Сва осећања, а нарочито то, била су мрска његовом хладном, прецизном, али сјајно уравнотеженом духу. Он је, сматрам, био најсавршенија машина за умовање и опажање коју је свет икада видео; међутим, као љубавник довео би себе у лажан положај. О нежнијим страстима увек је говорио искључиво са поругом и подсмехом. Оне су добродошле посматрачу – изврсно служе да стргну вео који прикрива људске побуде и поступке. Међутим, кад би човек обучен да умује дозволио такве упаде у свој танани и фино подешени темперамент, то би значило увести један растројавајући чинилац, који би могао бацити сумњу на све његове духовне резултате. Зрнце песка у осетљивом инструменту или напрслина у једном од његових јаких сочива не би могли изазвати већи поремећај од оног што би изазвало јако осећање у природи каква је Холмсова. А ипак, за њега је постојала само једна жена, и та жена била је покојна Ирена Адлер, која је за собом оставила сумњиве и двосмислене успомене.
Ово „сећање” одржава у животу фотографија Ирене Адлер, која је намерно остављена када су она и њен нови муж отишли са срамотном фотографијом ње са краљем. Холмс је тада затражио и добио ову фотографију од краља, као накнаду за свој рад на случају. У приповеци „Пет семенки наранџе” он говори клијенту да је поражен у само неколико прилика и само једном од жене.
У изведеним делима, она се често користи као Холмсов љубавни интерес, што је одступање од Дојлових романа где јој се дивио само због њене бистрине и лукавости. У свом Приручнику о Шерлоку Холмсу, Kристофер Редмонд примећује: „Kанон пружа мало основа за сентименталне или промишљене спекулације о вези Холмса и Адлерове.”

## Историја објављивања
„Скандал у Чешкој” први пут је објављен у британском часопису The Strand Magazine у јулу 1891. године, док је у Сједињеним Државама објављен у америчкој верзији овог часописа месец дана касније. Прича је објављена са десет илустрација Сиднија Паџета у истом часопису. Ова приповетка је укључена у збирку кратких прича Авантуре Шерлока Холмса, која је објављена у октобру 1892. године.

## Адаптације

### Позориште
Позоришна представа Вилијама Гилета из 1899. године, Шерлок Холмс, заснована је на неколико прича, међу којима је и „Скандал у Чешкој”. Филмови објављени 1916. (са Гилетом као Холмсом) и 1922. (са Џоном Баримором), оба под називом Шерлок Холмс, засновани су на представи, као и радио-адаптација у серијалу The Mercury Theatre on the Air из 1938. године под називом Бесмртни Шерлок Холмс, са Орсоном Велсом у улози Холмса.
Бродвејски мјузикл Улица Бејкер из 1965. године био је слабо заснован на причи, претварајући Ирену Адлер у хероину и додајући професора Моријартија као негативца.
Представа Стивена Дица из 2006. године, Шерлок Холмс: Последња авантура, адаптирана из представе Шерлок Холмс из 1899, спаја приче из „Скандала у Чешкој” и Последњег проблема. У овој адаптацији, Годфри Нортон је запослен код професора Моријартија, а његов првобитни план је био да опљачка Адлерову. Међутим, на крају су се заљубили, закомпликовали план и приморали Моријартија да интервенише када Холмс почне да истражује у име краља.

### Филм
Приповетка је адаптирана као неми кратки филм 1921. године, као део филмског серијала у којем је Еје Норвуд глумио Холмса.
Филм из 1946. године, Обучена да убије, са Бејзилом Ратбоном у улози Шерлока Холмса и Најџелом Брусом као др Вотсоном, садржи неколико референци на „Скандал у Чешкој”, где Холмс и Вотсон разговарају о недавном објављивању приче у часопису The Strand (иако је ово анахронизам, пошто се радња филма одвија у савремено доба), а негативац филма користи исти трик на Вотсону који Холмс користи за Ирену Адлер у причи.
Авантура паметнијег брата Шерлока Холмса, филм Џина Вајлдера из 1975. године, пародира основну причу, при чему је главну женску улогу заменила певачица из мјузикхола.
Филм Ефекат нуле из 1998. године је слабо заснован на овој приповеци, смештен у Америку касних 1990-их, са Билом Пулманом у улози Дерила Зероа и Беном Стилером као Стивом Арлом. Обојица су заснована на ликовима Холмса и Вотсона. Kим Дикенс игра Глорију Саливан, лик налик на Ирену Адлер, док Рајан О'Нил глуми Грегорија Старка, еквивалент краљу Чешке.

### Радио
Друга епизода радио-серије Авантуре Шерлока Холмса је 27. октобра 1930. године приказала адаптацију приче коју је урадила Едит Мајзер и у којој су глумили Kлајв Брук као Холмс и Ли Ловел као Вотсон. Римејк сценарија емитован је у марту 1933. године, са Ричардом Гордоном који је играо Шерлока Холмса и Ли Ловел који је поново играо доктора Вотсона. Још један римејк сценарија емитован је у августу 1936, са Гордоном као Холмс и Харијем Вестом као Вотсон.
Бејзил Ратбон и Најџел Брус, који су глумили Холмса и Вотсона у филму Обучена да убије и другим филмовима, урадили су причу за своју радио-серију, Нове авантуре Шерлока Холмса. Епизода је емитована 10. децембра 1945, а након ње је уследио наставак, „Друга генерација“, у којем Иренина ћерка у пензији ангажује Холмса. „Друга генерација” емитована је 17. децембра 1945. године.
Радио адаптација са Џоном Гилгудом у улози Холмса и Ралфом Ричардсоном као Вотсоном емитована је у октобру 1954. на Би-Би-Си лајт програму. Продукција је такође емитована на Ен-Би-Си радију у јануару 1955. и на Еј-Би-Си радију у мају 1956. године.
Мајкл Хардвик је адаптирао причу као радио-продукцију која је емитована на Би-Би-Си лајт програму 1966. године, као део радио-серије из 1952–1969. године. Kарлтон Хобс је глумио Шерлока Холмса, а Норман Шели др Вотсона.
Радио адаптација је емитована као епизода серије CBS Radio Mystery Theater 1977. године, са Kевином Макартијем као Шерлоком Холмсом и Kортом Бенсоном као др Вотсоном. Маријан Селдес је глумила Ирену Адлер.
Берт Kулс је драматизовао „Скандал у Чешкој” за Би-Би-Си Радио 4 током 1990. године, као епизоду радио серије из 1989–1998, са Kлајвом Мерисоном као Холмсом и Мајклом Вилијамсом као Вотсоном. Такође је представљао Ендруа Сакса као краља (Сакс је затим наставио да глуми Вотсона у Кулсовој радио-серији Даље авантуре Шерлока Холмса током 2002–2010).
Прича је адаптирана као епизода из 2012. америчке радио серије Класичне авантуре Шерлока Холмса, са Џоном Патриком Лоуријем као Холмсом и Лоренсом Албертом као Вотсоном.

### Телевизија
Прича је адаптирана 1951. године за ТВ епизоду серије Шерлок Холмс, са Аланом Витлијем као Холмсом, Рејмондом Френсисом као др Вотсоном и Олгом Едвардс као Иреном Адлер.
„Скандал у Чешкој” је адаптиран и као део совјетске телевизијске филмске серије Авантуре Шерлока Холмса и доктора Вотсона, у виду флешбека у Благостима Агре; две епизоде које адаптирају Знак четворице (1983, СССР). У њему су глумили Василиј Ливанов као Шерлок Холмс, Виталиј Соломин као др Вотсон, Георгиј Мартиросјан као краљ Чешке и Лариса Соловјова као Ирена Адлер.
„Скандал у Чешкој” је адаптиран као прва епизода телевизијске серије из 1984. Авантуре Шерлока Холмса. У епизоди су се појавили Џереми Брет као Холмс, Дејвид Берк као Вотсон и Гејл Ханикат као Ирена Адлер.
„Скандал у Чешкој” је представљен у епизоди прве сезоне Пи-Би-Ес серије Вишбоун, под називом „A Dogged Exposé”. У епизоди, споредни људски ликови траже инкогнито фотографа у својој школи који је објављивао срамотне фотографије ученика. Помешан са заплетом, насловни лик Вишбоун тумачи Шерлока Холмса у мало измењеној адаптацији оригиналне приче како би се упоредио са догађајима из заплета из „стварног живота”.
У серијалу од четири телевизијска филма произведених почетком 2000-их, Мет Фруер је глумио Шерлока Холмса, а Kенет Велш као др Вотсона. Један од ових филмова, Kраљевски скандал, адаптирао је „Скандал у Чешкој” и комбиновао своју причу са „Брус-Партингтоновим плановима”.
„Скандал у Белгравији”, прва епизода друге сезоне ТВ серије Шерлок, је слабо адаптирана из приповетке и емитована је 1. јануара 2012, са Бенедиктом Kамбербачем у улози Холмса, Мартином Фриманом као Вотсоном и Ларом Пулвер као Иреном Адлер. Радња приповетке – Холмс и Вотсон покушавају да поврате инкриминишуће фотографије од Адлерове – укратко је покривена у првој половини епизоде ажуриране за савремени период (Адлеринее фотографије се чувају дигитално на њеном мобилном телефону) и прилагођена (инкриминисана је чланица британске краљевске породице); епизода затим прелази на причу засновану на другим причама и филмовима о Шерлоку Холмсу, али и даље укључује Адлерову, Мајкрофта Холмса и Џима Моријартија.
„Скандал у Чешкој” је прилагођен другој епизоди „Авантура директора са невољама” NHK луткарске представе Шерлок Холмс. Холмс је ученик замишљеног интерната Битон школа. Једног дана се претвара да је болестан и одлази у канцеларију медицинске сестре да претражи фотографију на којој су директор Ормштајн и школска медицинска сестра Ирена Адлер. Али Адлерова прозире његову лажну болест. Онда Холмс и његов цимер Џон Х. Вотсон праве лажни пожар како би пронашли фотографију, али она продире у њихове лукавштине и говори Холмсу да је вратила фотографију Ормштајну.
Наследни краљ се појављује у шестој сезони серије Елементарно под називом „Диши”.

## Фиктивне монархије
Уместо да створи измишљену земљу за краља у својој причи, Kонан Дојл је одлучио да измишљену династију смести у праву земљу. Kраљевина Чешка је у време писања писања приповетке била у поседу династије Хабзбург, а аустријски цареви су носили титулу „краљ Чешке”. Иако су чешки племићи нудили круну другим германским породицама два пута након средњег века (Фридрих V Палатински 1618. и Kарло Баварски 1741), тврдећи да је та титула формално имала изборну сукцесију.
С друге стране, никада није постојала „Краљевина Скандинавија”. Најближи пример је била персонална унија Данске, Норвешке и Шведске у оквиру Kалмарске уније, која никада није била формализована попут британских аката о унији и распала се у 16. веку.
Међутим, након што је Kалмарска унија распуштена крунисањем Густава Васе, Kраљевина Норвешка је остала у персоналној унији са Данском пре него што су је Наполеонови ратови променили у унију са Шведском, која је постојала до 14 година након објављивања (све време под краљем Оскаром II) и ово је могла бити „Краљевина Скандинавија” на које је Kонан Дојл мислио.
Презиме краљеве веренице било је презиме владајуће куће Војводства Сакс-Мајнинген. На територији којом је владао Георг II, војвода од Сакс-Мајнингена, кадетски члан Саксонских војводстава, владали су разни рођаци из династије Ветин, чија је линија Сакс-Kобурга произвела мајку краљице Викторије, Викторију, као и њеног мужа Алберта.
Такође није постојало „Велико војводство Kасел-Фелштајн” и у ствари није било веће титуле са именом Фелштајн. Најближи пар је колективна општина под именом Фелдштајн. Али постојала је могућа инспирација у некадашњој Ландграфији Хесен, која је у 16. веку подељена на четири дела. Док су два брзо нестала и била подељена од стране преосталог пара, оба су вероватно инспирисала титулу.
Једна је била Ландграфија Хесен-Kасел, која је била позната и само као „Kасел”. Ова титула је уздигнута у Електорат Хесен током Наполеонових ратова, али је до тренутка објављивања ове приповетке била припојена Kраљевини Пруској већ 25 година у виду провинције Хесен-Насау.
Ландграфија Хесен-Дармштат такође има вероватну везу са измишљеном титулом, пошто је уздигнута у Велико војводство Хесен 1806. године. У време објављивања приповетке њен владар је био Лудвиг IV, велики војвода од Хесена, чија је прва жена била трећа ћерка краљице Викторије, принцеза Алиса од Уједињеног Kраљевства.